# 서울시립 어린이도서관
서울시립 어린이도서관은 대한민국 서울특별시 종로구에 있는 시립 어린이도서관이다.

## 연혁
1920년 11월 5일 개관한 경성도서관 내 아동열람실이 시초이다. 이후 1923년 신축한 건물을 성인 자료실로 사용하면서 기존에 사용하던 구 한국군 군악대 건물은 아동 자료실로 개편하게 되었다. 경성도서관은 한국인이 세운 최초의 근대적 도서관으로서 도서출납 이외에 학교에 다니지 않는 한국인 어린이를 위한 한국어, 일본어, 산수, 지리, 과학 등의 교육을 실시하였다. 또한 전화기, 철도 모형 등 각종 문명의 이기를 전시하였으며, 동화구연, 환등회, 음악회 등 다채로운 행사가 실시되었다. 특히 당대 최고의 아동문학가였던 방정환, 정홍교도 이 도서관에서 동화구연을 하기도 하였다. 이후 경성도서관은 경성부에 양도되어 경성부립도서관 종로분관이 되었으며 해방 이후 종로도서관이 되었다. 이후 1979년 5월 4일 종로도서관 내 아동열람실 자료를 근처 구 서울시립 어린이병원 건물로 이전하여 1979년 박정희 정부에 세계 아동의 해를 기념으로 국내 최초로 건립한 것이 오늘날의 어린이도서관이다.

## 시설 현황
자료동, 문화동, 유아동이 있다. 근처에는 종로도서관 본관이 위치해 있다.

## 이용 안내
이용 시간
휴관일
- 매월 첫째, 셋째 월요일
- 일요일을 제외한 법정 공휴일(일요일과 공휴일이 겹칠 경우 휴관)
- 도서관 사정으로 임시로 정하는 휴일